# South Middleton
South Middleton är en ort i civil parish Ilderton, i grevskapet Northumberland i England. Orten är belägen 5 km från Wooler. South Middleton var en civil parish 1866–1955 när det uppgick i Ilderton. Civil parish hade 33 invånare år 1951.